# Katolička crkva u Tetimi
Crkva u Tetimi kod Tuzle je rimokatolička crkva. Filijalna je crkva tuzlanske samostanske župe sv. Petra i Pavla.

## Povijest
Građena je od 1988. do 1990. godine. Za crkvu je slikar Slavko Babić iz Tuzle izradio je postaje križnoga puta, te slike Sv. Ante i Majke Božje.